# Ганс Гальм
Ганс Гальм (нім. Hans Halm; 24 лютого 1879, Раппольтсвайлер — 9 жовтня 1957, Кронберг) — німецький офіцер, генерал авіації і генерал піхоти вермахту. Кавалер Німецького хреста в сріблі.

## Біографія
6 лютого 1897 року поступив на службу в Прусську армію. Учасник придушення боксерського повстання і Першої світової війни, служив на штабних посадах. За заслуги відзначений численними нагородами. Після демобілізації залишений у рейхсвері. З 1 вересня 1929 по 31 жовтня 1930 року служив у німецькому посольстві в Москві, одночасно — німецький офіцер в Генштабі Червоної армії. З 1 листопада 1930 року — керівник піхотних частин 5-ї дивізії. 30 вересня 1931 року вийшов у відставку.
1 квітня 1934 року поступив на службу в люфтваффе, президент Вищого авіаційного управління в Мюнстері. З 1 березня 1935 року — командир 5-го авіаційного округу (Мюнстер). 31 березня 1938 року знову вийшов у відставку.
Під час загальної мобілізації 26 серпня 1939 року Гальм був призваний на службу і призначений заступником командувача 8-м армійським корпусом і, одночасно, командувачем 8-м військовим округом. 30 квітня 1942 року знятий з посади, 30 червня остаточно відправлений у відставку.

## Звання
- Фенріх (6 лютого 1897)
- Лейтенант (27 січня 1898)
- Оберлейтенант (18 травня 1907)
- Гауптман Генштабу (22 березня 1912)
- Майор Генштабу (28 грудня 1916)
- Оберстлейтенант (1 лютого 1922)
- Оберст (1 лютого 1926)
- Генерал-майор (1 жовтня 1929)
- Генерал-лейтенант (1 лютого 1931)
- Генерал авіації (1 жовтня 1935)
- Генерал піхоти (1 квітня 1940)

## Нагороди
- Столітня медаль
- Орден Червоного орла 4-го класу
- Залізний хрест 2-го і 1-го класу
- Орден «За заслуги» (Баварія) 4-го класу з короною і мечами
- Орден Вюртемберзької корони, лицарський хрест з мечами
- Медаль «За відвагу» (Гессен)
- Хрест «За військові заслуги» (Мекленбург-Шверін) 2-го і 1-го класу
- Військовий Хрест Фрідріха-Августа (Ольденбург) 2-го і 1-го класу
- Ганзейський Хрест (Бремен)
- Орден Залізної Корони 3-го класу
- Хрест «За військові заслуги» (Австро-Угорщина) 3-го класу з військовою відзнакою
- Королівський орден дому Гогенцоллернів, лицарський хрест з мечами
- Хрест «За вислугу років» (Пруссія)
- Почесний хрест ветерана війни з мечами
- Комбінований Знак Пілот-Спостерігач
- Медаль «За вислугу років у Вермахті» 4-го, 3-го, 2-го і 1-го класу (25 років)
- Хрест Воєнних заслуг 2-го і 1-го класу з мечами
- Німецький хрест в сріблі (12 червня 1943)